# Spodoptera eudiopta
Spodoptera eudiopta är en fjärilsart som beskrevs av Achille Guenée 1852. Spodoptera eudiopta ingår i släktet Spodoptera och familjen nattflyn. Inga underarter finns listade i Catalogue of Life.